# AIRC
AIRC（American International Recruitment Council、カタカナ表記 アメリカン・インターナショナル・リクルートメント・カウンシル）とは、米国司法省と連邦取引委員会によって認可された非営利会員組織である。2008年に複数の米国高等教育機関の理事によって設立され、現在のメンバーは、アメリカ国内の各種教育機関、アメリカへの留学を支援する留学エージェント、アメリカ国外の教育機関等の代表者によって構成され、アメリカ高等教育機関への留学に関する基準作りや留学生のクオリティ確保に向けて活動ている。

## 活動内容
AIRCは、組織のミッションとして、倫理的かつ標準化された留学生獲得のための国際的なリクルート戦略を提供することにより、留学生およびアメリカ教育機関の相互の利益を保護すること、を掲げており、留学生の募集に関して必要なルール整備、情報提供、アメリカ国内の高等教育機関との連携支援、各種研修、トレーニングの提供など、留学エージェントに対し多岐に渡る支援を提供しており、また厳しい審査基準を満たした留学エージェントの認定なども行っている。現在268のアメリカ高等教育機関が加盟し、112の留学エージェントが認定されている。

## 会員区分
1. 教育機関 - アメリカ国内の高等教育期間または米国教育省から認可を受けたアメリカ内外の教育機関
2. 認定留学エージェント - AIRCが定める基準をクリアした留学エージェント
3. 認定パスウェイプログラム - 米国高等教育機関において単位認定がなされるパスウェイプログラムを持つアメリカ内外の教育機関

## 日本における認定された教育機関及び団体
日本国内においては、1団体が認定留学エージェントとして登録されている。
- 一般財団法人海外留学推進協会